# Saint-Léger-le-Petit
Pour les articles homonymes, voir Saint-Léger.
Saint-Léger-le-Petit est une commune française, située dans le département du Cher en région Centre-Val de Loire.

## Géographie
La commune se situe à l’extrémité est du département du Cher, au bord de la Loire, la frontière naturelle avec la Nièvre. Elle se trouve entourée par les communes de Beffes au sud et Argenvières au nord. Saint-Léger-le-Petit est une commune campagnarde et étendue, se composant de son bourg ainsi que plusieurs lieux-dits.

### Climat
Pour des articles plus généraux, voir Climat du Centre-Val de Loire et Climat du Cher.
En 2010, le climat de la commune est de type climat océanique dégradé des plaines du Centre et du Nord, selon une étude du CNRS s'appuyant sur une série de données couvrant la période 1971-2000. En 2020, Météo-France publie une typologie des climats de la France métropolitaine dans laquelle la commune est exposée à un climat océanique altéré et est dans la région climatique  Centre et contreforts nord du Massif Central, caractérisée par un air sec en été et un bon ensoleillement. 
Pour la période 1971-2000, la température annuelle moyenne est de 11,1 °C, avec une amplitude thermique annuelle de 15,8 °C. Le cumul annuel moyen de précipitations est de 793 mm, avec 11,7 jours de précipitations en janvier et 7,6 jours en juillet. Pour la période 1991-2020, la température moyenne annuelle observée sur la station météorologique la plus proche, située sur la commune de Guérigny à 15 km à vol d'oiseau, est de 11,7 °C et le cumul annuel moyen de précipitations est de 910,8 mm,. Pour l'avenir, les paramètres climatiques de la commune estimés pour 2050 selon différents scénarios d'émission de gaz à effet de serre sont consultables sur un site dédié publié par Météo-France en novembre 2022.

## Urbanisme

### Typologie
Au 1er janvier 2024, Saint-Léger-le-Petit est catégorisée commune rurale à habitat dispersé, selon la nouvelle grille communale de densité à 7 niveaux définie par l'Insee en 2022.
Elle est située hors unité urbaine. Par ailleurs la commune fait partie de l'aire d'attraction de Nevers, dont elle est une commune de la couronne,. Cette aire, qui regroupe 93 communes, est catégorisée dans les aires de 50 000 à moins de 200 000 habitants,.

### Occupation des sols
L'occupation des sols de la commune, telle qu'elle ressort de la base de données européenne d’occupation biophysique des sols Corine Land Cover (CLC), est marquée par l'importance des territoires agricoles (61,5 % en 2018), une proportion identique à celle de 1990 (61,5 %). La répartition détaillée en 2018 est la suivante : 
terres arables (42,5 %), forêts (36,8 %), zones agricoles hétérogènes (11,5 %), prairies (7,5 %), zones urbanisées (1,3 %), eaux continentales (0,4 %), milieux à végétation arbustive et/ou herbacée (0,1 %).
L'évolution de l’occupation des sols de la commune et de ses infrastructures peut être observée sur les différentes représentations cartographiques du territoire : la carte de Cassini (XVIIIe siècle), la carte d'état-major (1820-1866) et les cartes ou photos aériennes de l'IGN pour la période actuelle (1950 à aujourd'hui).

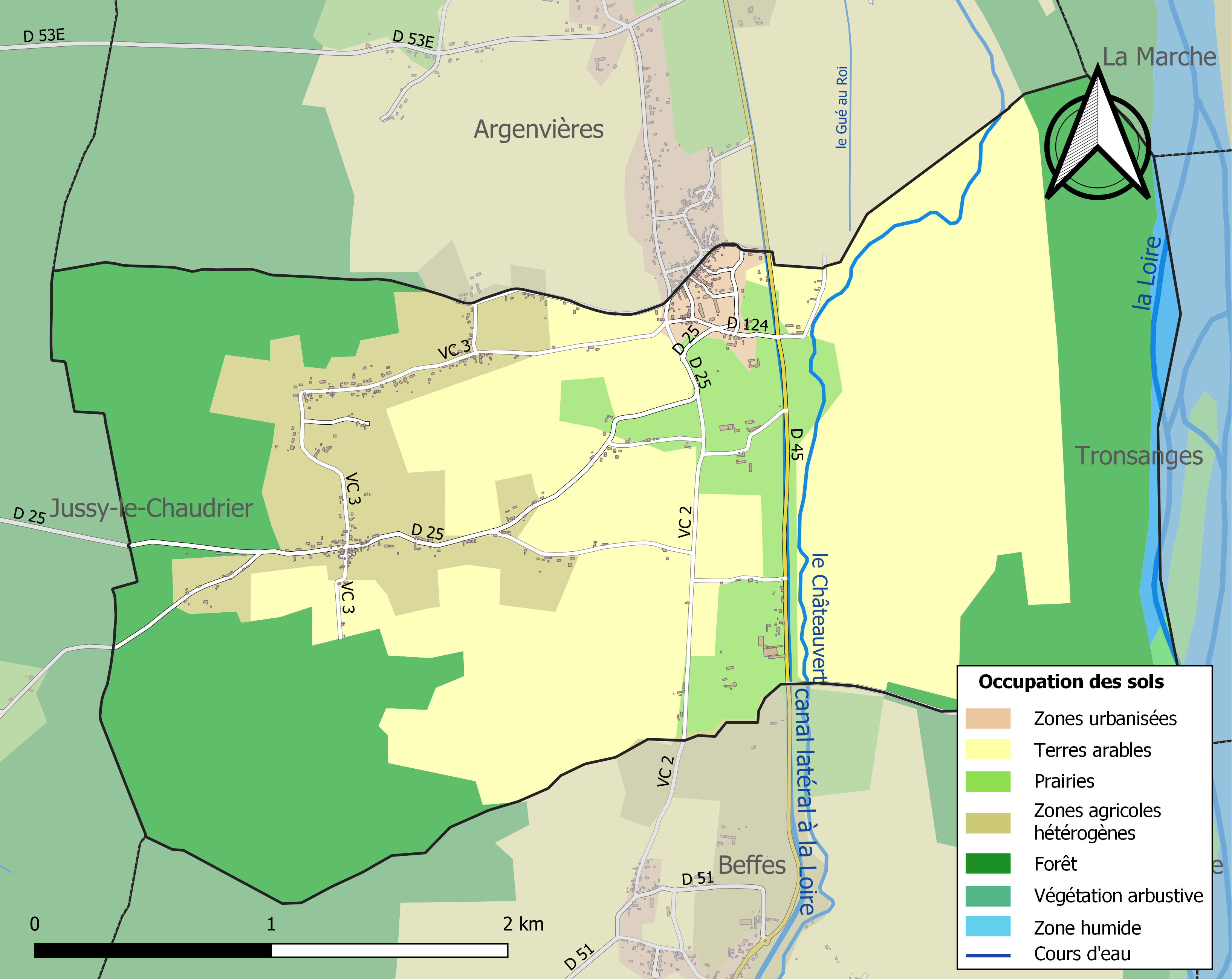
Carte des infrastructures et de l'occupation des sols de la commune en 2018 (CLC).

### Risques majeurs
Le territoire de la commune de Saint-Léger-le-Petit est vulnérable à différents aléas naturels : météorologiques (tempête, orage, neige, grand froid, canicule ou sécheresse), inondations, mouvements de terrains et séisme (sismicité très faible). Il est également exposé à un risque technologique, la rupture d'un barrage. Un site publié par le BRGM permet d'évaluer simplement et rapidement les risques d'un bien localisé soit par son adresse soit par le numéro de sa parcelle.

#### Risques naturels
Certaines parties du territoire communal sont susceptibles d’être affectées par le risque d’inondation par débordement de cours d'eau, notamment le canal latéral à la Loire, la Loire et le Châteauvert. La commune a été reconnue en état de catastrophe naturelle au titre des dommages causés par les inondations et coulées de boue survenues en 1982 et 1999,.

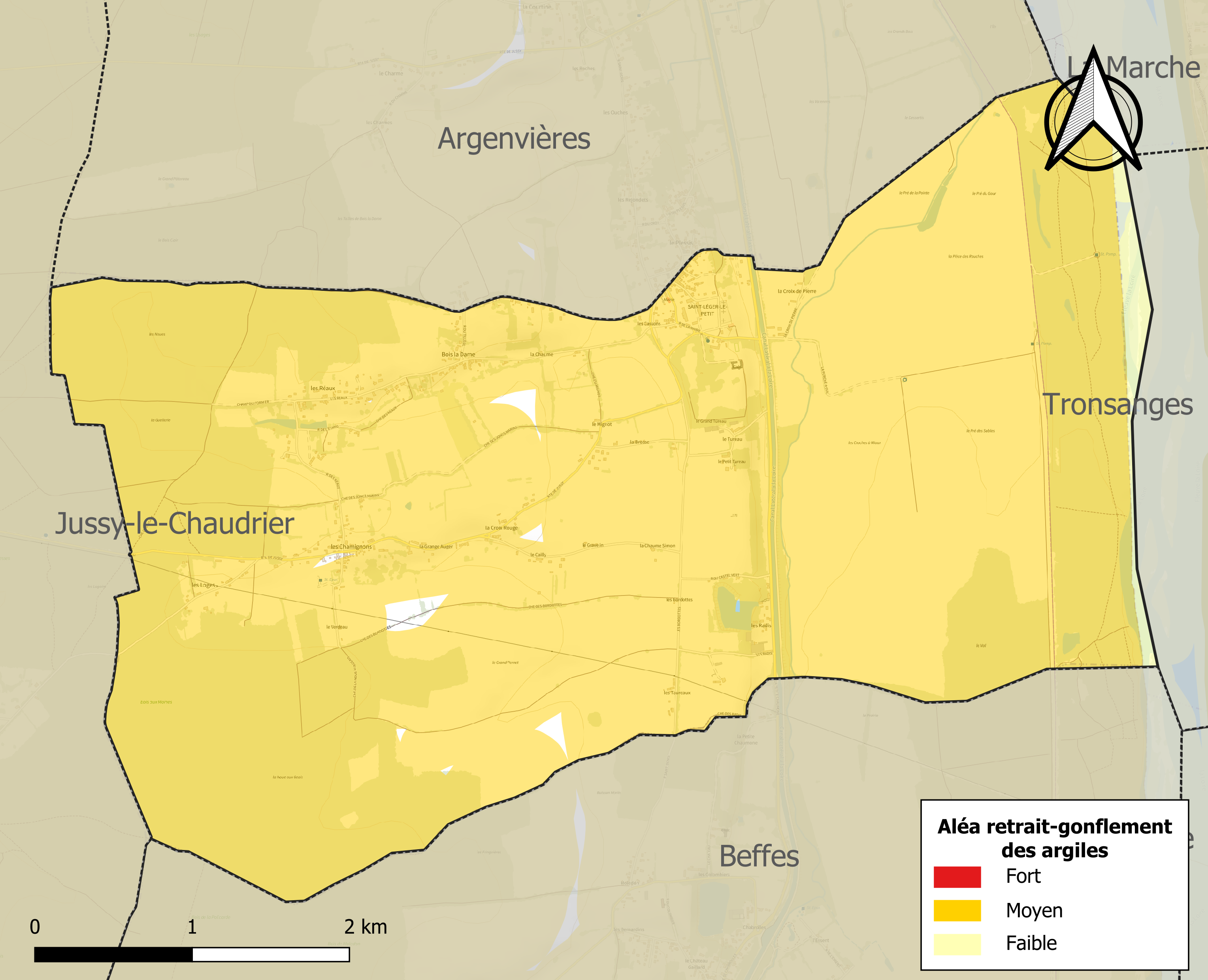
Carte des zones d'aléa retrait-gonflement des sols argileux de Saint-Léger-le-Petit.

La commune est vulnérable au risque de mouvements de terrains constitué principalement du retrait-gonflement des sols argileux. Cet aléa est susceptible d'engendrer des dommages importants aux bâtiments en cas d’alternance de périodes de sécheresse et de pluie. 99,4 % de la superficie communale est en aléa moyen ou fort (90 % au niveau départemental et 48,5 % au niveau national). Sur les 264 bâtiments dénombrés sur la commune en 2019, 257 sont en aléa moyen ou fort, soit 97 %, à comparer aux 83 % au niveau départemental et 54 % au niveau national. Une cartographie de l'exposition du territoire national au retrait gonflement des sols argileux est disponible sur le site du BRGM,.
Concernant les mouvements de terrains, la commune a été reconnue en état de catastrophe naturelle au titre des dommages causés par la sécheresse en 2018, 2019 et 2020 et par des mouvements de terrain en 1999.

#### Risques technologiques
Une partie du territoire de la commune est en outre située en aval d'une digue. À ce titre elle est susceptible d’être touchée par l’onde de submersion consécutive à la rupture de cet ouvrage.

## Histoire
Au cours de la Révolution française, la commune porta provisoirement le nom de La Pépinière.

## Politique et administration
| Période                                  | Période   | Identité         | Étiquette      | Qualité                         |
| ---------------------------------------- | --------- | ---------------- | -------------- | ------------------------------- |
| Les données manquantes sont à compléter. |           |                  |                |                                 |
| 1919                                     | 1939      | Michel Morin     | SFIO puis SFIC | Cultivateur                     |
| mars 1971                                | mars 2001 | Marcel Priot     | PCF            |                                 |
| mars 2001                                | mars 2008 | Daniel Léger     | PS             |                                 |
| mars 2008                                | mai 2020  | André Villette   |                | Retraité                        |
| mai 2020                                 | En cours  | Aurélie Garnaud, |                | Professeure des écoles à Beffes |

## Démographie
L'évolution du nombre d'habitants est connue à travers les recensements de la population effectués dans la commune depuis 1793. Pour les communes de moins de 10 000 habitants, une enquête de recensement portant sur toute la population est réalisée tous les cinq ans, les populations de référence des années intermédiaires étant quant à elles estimées par interpolation ou extrapolation. Pour la commune, le premier recensement exhaustif entrant dans le cadre du nouveau dispositif a été réalisé en 2008.

En 2022, la commune comptait 354 habitants, en évolution de −0,84 % par rapport à 2016 (Cher : −2,48 %, France hors Mayotte : +2,11 %).
| 1793 | 1800 | 1806 | 1821 | 1831 | 1836 | 1841 | 1846 | 1851 |
| ---- | ---- | ---- | ---- | ---- | ---- | ---- | ---- | ---- |
| 399  | 402  | 359  | 364  | 366  | 478  | 478  | 525  | 588  |

| 1856 | 1861 | 1866 | 1872 | 1876 | 1881 | 1886 | 1891 | 1896 |
| ---- | ---- | ---- | ---- | ---- | ---- | ---- | ---- | ---- |
| 607  | 588  | 561  | 545  | 574  | 594  | 637  | 593  | 698  |

| 1901 | 1906 | 1911 | 1921 | 1926 | 1931 | 1936 | 1946 | 1954 |
| ---- | ---- | ---- | ---- | ---- | ---- | ---- | ---- | ---- |
| 630  | 700  | 625  | 604  | 601  | 670  | 548  | 492  | 464  |

| 1962 | 1968 | 1975 | 1982 | 1990 | 1999 | 2006 | 2008 | 2013 |
| ---- | ---- | ---- | ---- | ---- | ---- | ---- | ---- | ---- |
| 469  | 438  | 386  | 324  | 330  | 352  | 387  | 397  | 369  |

| 2018 | 2022 | - | - | - | - | - | - | - |
| ---- | ---- | - | - | - | - | - | - | - |
| 352  | 354  | - | - | - | - | - | - | - |

## Culture locale et patrimoine

### Lieux et monuments
- L’église Saint Léger, initiée au XIIe siècle, avec le chœur datant du XVe.
- Château de Saint-Léger-le-Petit, propriété de la famille d'Harcourt.

### Personnalités liées à la commune
- Edmé Nicolas Fiteau (1772-1810), général des armées de la République et de l'Empire
- Claude Baland, né le 12 août 1950, directeur général de la Police Nationale.

### Héraldique
| Blason de Saint-Léger-le-Petit | Blason  | Parti : au 1er de sinople à saint Léger évêque d'or, au 2e d'azur à la fasce ondée d'argent, le tout sommé d'un chef d'argent chargé d'une volute de crosse de gueules, accostée à dextre de la lettre gothique S et à senestre de la lettre gothique L, toutes deux de sable. |
| Blason de Saint-Léger-le-Petit | Détails | Création Jean-François Binon. Adopté le 10 avril 2015. |